# Gregorio García de la Cuesta
Gregorio García de la Cuesta y Fernández de Celis (9 de maio de 1741 - 24 de dezembro de 1811) foi um general espanhol da Guerra Peninsular, conhecido por seu envolvimento em muitos episódios políticos e militares de forma insatisfatória. Apesar de sua coragem pessoal nunca ser questionada, a reputação da la Cuesta tem sofrido muito com a hostilidade britânica durante e depois da Guerra Peninsular. De la Cuesta era tão orgulhoso e teimoso que era difícil cooperar com ele. Foi também um líder dedicado, que levou uma máquina militar extremamente deficiente em circunstâncias quase desesperadas.